# Dive Deep
Dive Deep – szósty album studyjny brytyjskiej grupy triphopowej Morcheeba wydany 4 lutego 2008. Jest to drugi album nagrany bez udziału głównej piosenkarki zespołu, Skye Edwards, który opuściła w 2003 roku. 
24 marca 2008 grupa wyruszyła na tour promujący płytę po Ameryce Północnej, który zaczęła w Waszyngtonie, a zakończyła 13 kwietnia w Los Angeles.

## Lista utworów
1. „Enjoy the Ride” (feat. Judie Tzuke) – 4:04
2. „Riverbed” (feat. Thomas Dybdahl) – 5:24
3. „Thumbnails” – 2:35
4. „Run Honey Run” (feat. Bradley Burgess) – 3:44
5. „Gained the World” (feat. Manda) – 2:56
6. „One Love Karma” (feat. Cool Calm Pete) – 3:32
7. „Au-delà” (feat. Manda) – 2:15
8. „Blue Chair” (feat. Judie Tzuke) – 4:07
9. „Sleep on It Tonight” (feat. Thomas Dybdahl) – 5:34
10. „The Ledge Beyond the Edge” – 2:03
11. „Washed Away” (feat. Thomas Dybdahl) – 4:23